# Fuyu (Großgemeinde)
Fuyu (chinesisch 富裕镇, Pinyin Fùyù Zhèn) ist eine Großgemeinde im Kreis Fuyu der bezirksfreien Stadt Qiqihar in der nordostchinesischen Provinz Heilongjiang. Die Großgemeinde ist Hauptort und Regierungssitz des Kreises. Sie hat eine Fläche von 67 km² und Ende 2010 etwa 77.500 Einwohner (Bevölkerungsdichte 1156,7 Einw./km²).

## Administrative Gliederung
Fuyu setzt sich aus sechs Einwohnergemeinschaften und drei Dörfern zusammen. Diese sind:
- Einwohnergemeinschaft Nr. 1 (第一社区), Sitz der Gemeinderegierung;
- Einwohnergemeinschaft Nr. 2 (第二社区);
- Einwohnergemeinschaft Nr. 3 (第三社区);
- Einwohnergemeinschaft Nr. 4 (第四社区);
- Einwohnergemeinschaft Nr. 5 (第五社区);
- Einwohnergemeinschaft Nr. 6 (第六社区);
- Dorf Fanrong (繁荣村);
- Dorf Wuyi (五一村);
- Dorf Yangtun (杨屯村).